# Schoharie County
Schoharie County är ett administrativt område i delstaten New York, USA, med 32 749 invånare. Den administrativa huvudorten (county seat) är Schoharie.

## Geografi
Enligt United States Census Bureau har countyt en total area på 1 622 km². 1 611 km² av den arean är land och 11 km² är vatten. 

### Angränsande countyn
- Albany County, New York - öst
- Delaware County, New York - sydväst
- Greene County, New York - sydost
- Montgomery County, New York - nord
- Otsego County, New York - väst
- Schenectady County, New York - nordost